# Репин, Василий Иванович
Василий Иванович Репин (1887—1970) — деятель революционного движения в России и советский военный деятель, генерал-лейтенант (1940).

## Биография
Родился в крестьянской семье. В возрасте 11 лет перебрался из Ярославской губернии в Санкт-Петербург, где стал работать подмастерьем в позолотной мастерской. В 1908 году вступил в ряды РСДРП, партийная кличка «Деревообделочник». Пять лет спустя приступил к нелегальной партийной деятельности, за которую неоднократно подвергался аресту, а в 1913 году был отправлен в ссылку в Тогур Томской губернии.
В РИА
Осенью 1916 года мобилизован в 18-й Сибирский стрелковый полк Русской императорской армии. Совместно с другими политическими ссыльными участвовал в основании и работе Военно-социалистического союза. Активный участник революционных событий 1917 года в Томске. В октябре 1917 года, совместно с И. Л. Нахановичем, представлял Томск на II Всероссийском съезде Советов. В декабре 1917 года — член президиума Томского губернского исполкома комитета Совета рабочих и солдатских депутатов.
В РККА
В Красной Армии с 1918 года. В Гражданскую войну занимался формированием частей Красной Армии, с одной из которых отправился на фронт.
После войны с сентября 1922 года — помощник губвоенкома Западно-Сибирского военного округа, военного комиссар Томской губернии, а с октября 1923 года — военный комиссар в Иркутской губернии, военком 18-го стрелкового корпуса с августа 1924 года (штаб корпуса дислоцировался в Иркутске), военком 10-го кавалерийского корпуса с марта 1925 года, командир 70-го стрелкового полка 24-й стрелковой дивизии Украинского военного округа с 1925 года. В 1926 году окончил Курсы усовершенствования высшего начсостава при Военной академии РККА имени М. В. Фрунзе. С октября 1928 — начальник Закавказской подготовительной школы имени Серго Орджоникидзе, командир 75-й стрелковой дивизии Украинского военного округа с ноября 1928 по декабрь 1932 года. Затем направлен учиться в академию.
В 1934 году окончил Особый факультет Военной академии РККА имени М. В. Фрунзе. С декабря 1934 — комендант Рыбинского укрепрайона, с августа 1937 года — командир 6-го стрелкового корпуса в Киевском военном округе, с июля 1938 года — командир 15-го стрелкового корпуса в том же округе. В сентябре 1939 года во главе корпуса участвовал в Польском походе РККА в Западную Украину. С ноября 1939 года — заместитель командующего войсками Одесского военного округа, с января 1941 года — помощник командующего войсками Одесского военного округа по укреплённым районам.
Великая Отечественная война
С начала Великой Отечественной войны — на фронте. С июня 1941 года — заместитель командующего 9-й армией Южного фронта, в рядах которой участвовал в Приграничных сражениях в Молдавии, Тираспольско-Мелитопольской и Донбасско-Ростовской оборонительных операциях, в Ростовской наступательной операции. Однако в современной войне проявить себя надлежащим образом не смог, и в январе 1942 года отозван с фронта на тыловую работу, будучи назначен начальником инспекторской группы по подготовке резервов для фронта. С июня 1942 — заместитель командующего 3-й резервной армией, преобразованной в июле 1942 года в 60-ю армию Воронежского фронта. После преобразования оставался заместителем командующего этой армией, которая до конца 1942 года вела оборонительные бои на левом берегу Дона севернее Воронежа. С октября 1942 года — помощник командующего войсками Архангельского военного округа по военно-учебным заведениям. С января 1945 года — помощник командующего войсками Беломорского военного округа по военно-учебным заведениям.
После войны
С марта 1947 года — помощник командующего Таврическим военным округом по военно-учебным заведениям, с 1949 года — помощник командира Прибалтийского военного округа по военно-учебным заведениям. С мая 1949 года в запасе.
Жил в Ленинграде. Похоронен на Богословском кладбище.

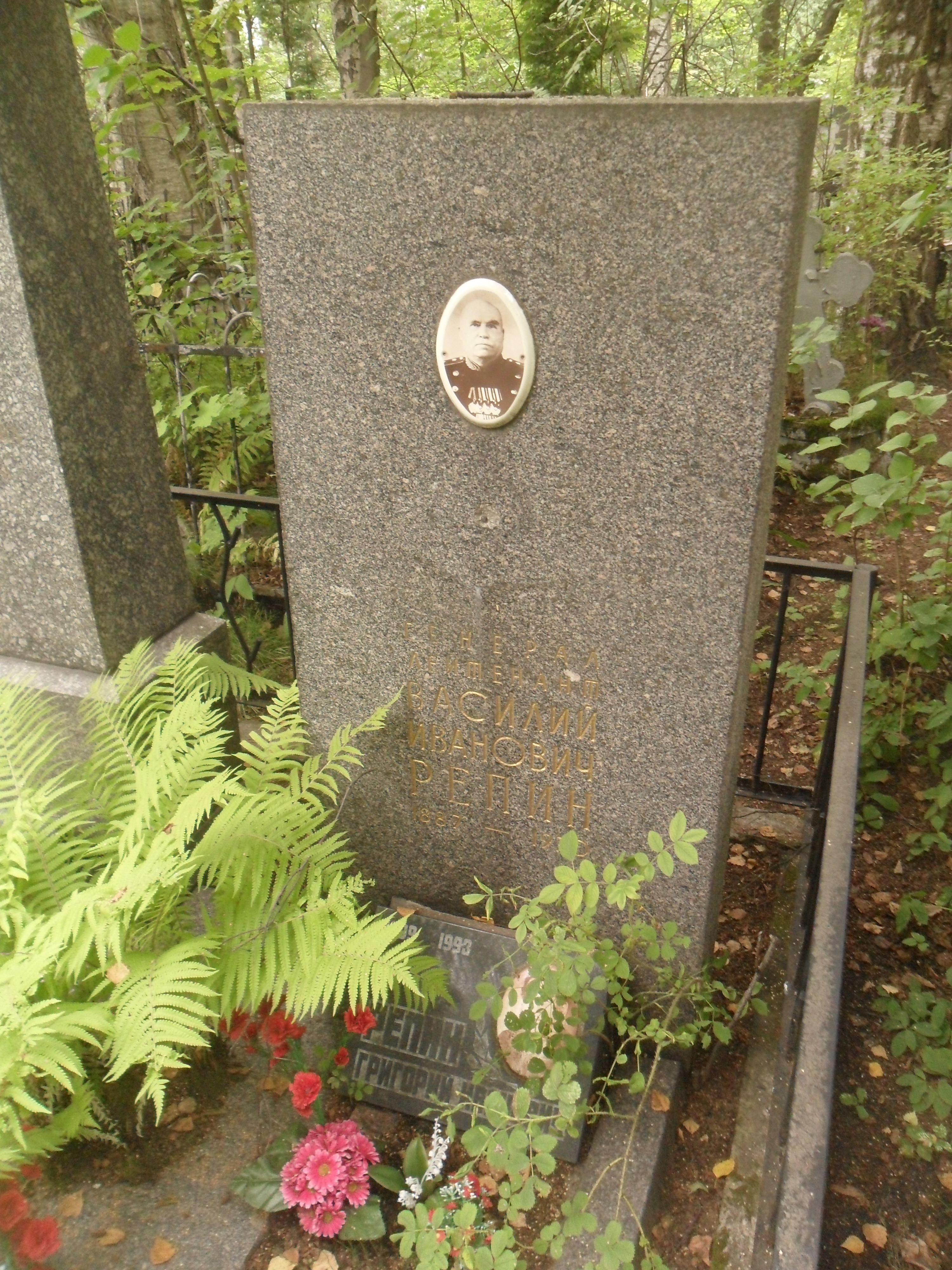
Могила В. И. Репина на Богословском кладбище Санкт-Петербурга.

## Воинские звания
- Комдив (26.11.1935)[4]
- Комкор (4.11.1939)[5]
- Генерал-лейтенант (4.06.1940)[6]

## Награды
- Орден Ленина (21.02.1945)
- Три ордена Красного Знамени (20.02.1933, 3.11.1944, 06.11.1947)
- Медаль «За оборону Москвы» (01.05.1944)
- Медаль «За победу над Германией в Великой Отечественной войне 1941—1945 гг.» (09.05.1945)
- Другие медали СССР

## Память
Именем Репина в марте 1956 г. названа улица в Томске.